# 英格蘭遺產委員會
英格蘭遺產委員會或英格蘭文化資產組織，官方名稱為英格蘭遺產信託（English Heritage Trust），是一个英国慈善组织，2015年前为由英國文化媒體暨體育部提供贊助的一個行政性非政府部門公共機構。
英格蘭遺產是依據1983年國家遺產法案建立的，其保護歷史建築的功能原先屬於環境部。1999年4月1日皇家英格蘭歷史遺跡委員會（Royal Commission on the Historical Monuments of England）併入英格蘭遺產。2015年，英格兰历史遗产保护局从英格蘭遺產委員會中分离出来。
英格蘭遺產管理著從巨石陣到鐵橋等超過四百多座英國歷史名勝，其中有些建築更是直接由英格蘭遺產持有。蓝色牌匾也是由英格蘭遺產維護、運營的。

## 擴展閱讀
- Thurley, Simon. . New Haven and London: Yale University Press. 2013. ISBN 978-0-300-19572-9.

## 外部連結
- 官方网站
- Images of England website
- Heritage Explorer: English Heritage's education site for teachers （页面存档备份，存于）
- The English Heritage Archive: photographs, plans and drawings of England's buildings and historic sites